# Candidaspongia flabellata
Candidaspongia flabellata är en svampdjursart som beskrevs av Bergquist, Sorokin och Karuso 1999. Candidaspongia flabellata ingår i släktet Candidaspongia och familjen Thorectidae.
Artens utbredningsområde är havet kring Australien. Inga underarter finns listade i Catalogue of Life.